# Lawrence Tibbett
Lawrence Tibbett (Bakersfield, 16 de noviembre de 1896 - Nueva York, 15 de julio de 1960) fue un famoso barítono estadounidense además de actor. Considerado uno de los más completos de su era, altamente carismático y de grandes medios naturales.

## Biografía
Nació Lawrence Mervil Tibbet-con sólo una t- en Bakersfield, California, quedó huérfano cuando su padre que era sheriff fue tiroteado por Jim McKinney en 1903. Creció en Los Ángeles y cantó en funerales para pagar sus estudios. Se alistó en la Primera Guerra Mundial en la marina. A su regreso cantó como «número vivo» en los cines durante las era del Cine mudo en Hollywood.
Estudió en Nueva York y en 1923 debutó en el Metropolitan Opera, donde sería una de sus estrellas por décadas. Allí representó a setenta personajes en 27 temporadas con casi 600 funciones totales.Su voz de barítono era poderosa, pero sobre todo sus dotes como actor y presencia escénica es lo que contribuyó a su éxito.
Participó en otros musicales (Peter Pan, Fanny) y tuvo un programa de radio durante años. Fue el fundador del sindicato American Guild of Musical Artists y su presidente durante 17 años. Creó El emperador Jones de Louis Gruenberg basado en la pieza de Eugene O'Neill y encarnó otros personajes afroestadounidense con la cara pintada de negro como Porgy y Jake en Porgy and Bess y fue un famoso intérprete de Ol Man River, de Show Boat.
En la década de los cuarenta su alcoholismo provocó una disminución notable en su rendimiento vocal, retirándose en 1950. Murió de una caída en su apartamento neoyorquino.
Se le dedicó un sello de correo en la serie "Legends of American Music series".

## Filmografía
En la década de los treinta del siglo XX actuó en Hollywood en algunas películas, siendo nominado como mejor actor por su primera película: The Rogue Song.
- 1930: Le Chant du Bandit (The Rogue Song) de Lionel Barrymore: Yegor
- 1930: New Moon de Jack Conway: Lieutenant Michael Petroff
- 1931: The Prodigal de Harry A. Pollard: Jeffrey Farraday
- 1931: Rumba d'amour (The Cuban Love Song) de W. S. Van Dyke: Terry Burke
- 1935: Metropolitan de Richard Boleslawski: Thomas Renwick
- 1936: Under Your Spell de Otto Preminger: Anthony Allen

## Premios y distinciones
Premios Óscar
| Año  | Categoría            | Película                 | Resultado |
| ---- | -------------------- | ------------------------ | --------- |
| 1930 | Óscar al mejor actor | La canción del vagabundo | Nominado  |

Fue incluido póstumamente en el Hollywood Walk of Fame.

## Discografía de referencia
- Stanford Archive Series / Lawrence Tibbet
- "Dear Rogue" - Wagner, Gounod, Et Al / Lawrence Tibbett